# 于跃敏
于跃敏（1958年4月—），女，江苏宿迁人，汉族，中国共产党党员。中华人民共和国政治人物、第十三届全国人民代表大会浙江地区代表。

## 生平
曾任中共杭州市委常委、宣传部部长、组织部部长，浙江省委组织部常务副部长。2017年2月任杭州市人大常委会党组书记，2017年4月任杭州市人大常委会主任、党组书记。2021年2月卸任。2018年2月24日，当选为第十三届全国人大代表。